# Тревър Блокдайк
Тревър Блокдайк (на английски: Trevor Blokdyk) е пилот от Формула 1. Роден е на 30 ноември 1935 година в Крюгерсдорп, ЮАР.

## Формула 1
Тревър Блокдайк прави своя дебют във Формула 1 в Голямата награда на ЮАР през 1963 година. В световния шампионат записва 2 състезания, като не успява да спечели точки. Състезава се с частен Купър.